# Neuronauka
Neuronauka – interdyscyplinarna dziedzina naukowa zajmująca się badaniem układu nerwowego, głównie OUN. Leży na pograniczu wiedzy medycznej, biologicznej, biochemicznej, biofizycznej, informatycznej, psychologicznej.

## Biologia
Nowoczesne badania w tym zakresie rozpoczęły się w wieku XIX. Neuroanatomowie badali kształt mózgu, jego strukturę komórkową i powiązania między komórkami; neurochemicy: skład chemiczny mózgu, lipidy i białka; neurofizjologowie: właściwości bioelektryczne, a psychologowie i neuropsychologowie zajmowali się organizacją i neuronalnymi składowymi zachowania i poznania. 
Termin neuronauki został wprowadzony w połowie lat 60. XX wieku, aby zasygnalizować początek ery, w której wszystkie te dyscypliny będą ściśle współpracować, dzieląc wspólny język, koncepcje i cel – zrozumienie struktury i sposobu funkcjonowania mózgu w normie i patologii. 
W dzisiejszych czasach w ramach neuronauk przeprowadza się szeroko zakrojone badania naukowe – od biologii molekularnej komórek nerwowych (np. genów kodujących białka niezbędne do funkcjonowania układu nerwowego), aż po biologiczne podstawy normalnego i zaburzonego zachowania, emocji i poznania.  
Współczesna molekularna nauka o układzie nerwowym opiera się na dwóch podstawowych założeniach: doktrynie neuronalnej i hipotezie jonowej. Doktryna neuronalna została opisana przez hiszpańskiego anatoma Santiago Ramóna y Cajala, który zaproponował, że mózg składa się z oddzielnych jednostek nazywanych neuronami i że mogą one funkcjonować jako jednostki sygnałowe. W dalszej kolejności Cajal i współczesny mu badacz Charles Sherrington zaproponowali, że neurony kontaktują się ze sobą tylko w ściśle określonych miejscach, nazywanych synapsami. 

## Nauki medyczne

### Neurologia
Molekularne badania z zakresu neuronauk miały duży wpływ na kliniczną neurologię. Odkrycie komórek macierzystych daje szansę na zastosowanie terapii komórkowych u pacjentów z chorobą Parkinsona, chorobą Alzheimera, stwardnieniem rozsianym, czy porażeniem mózgowym.
Kolejnym ważnym aspektem rozwoju związku pomiędzy neuronaukami a neurologią, był rozwój genetyki molekularnej. Przełomowym momentem było zrozumienia zasad dziedziczenia choroby Huntingtona – która przekazywana jest w sposób autosomalny dominujący, związanej z ekspansją powtórzeń trójnukleotydowych CAG (cytozyna, arginina, guanina). Dziś choroby związane z powtórzeniami trójnukleotydowymi to jedna z liczniejszych grup chorób neurogenetycznych. Badania genetycznego podłoża bardziej złożonych chorób neurodegeneracyjnych rozwijały się wolniej, ale obecnie odkrywa się kolejne geny związane np. z chorobą Alzheimera. Badaniem tych mechanizmów zajmuje się neurogenetyka. 

### Psychiatria
Postęp w badaniach mechanizmów chorób psychicznych był wolniejszy niż neurologicznych, ponieważ większość z tych zaburzeń (np. schizofrenia, depresja, zaburzenie obsesyjno-kompulsyjne, nerwice, uzależnienia) to złożone i poligenowe zespoły, na które duży wpływ wywierają czynniki środowiskowe. Po drugie, w przeciwieństwie do zaburzeń neurologicznych, niewiele wiadomo o anatomicznych i biologicznych składowych chorób psychicznych. Dopiero dzięki odkryciu amin biogennych możliwy stał się rozwój takich dziedzin jak psychofarmakologia; a dzięki odkryciom z zakresu biologii molekularnej możliwa staje się terapia zaburzeń snu, jedzenia czy uzależnień. Co więcej, poprawienie metod diagnostycznych, lepsze zrozumienie dziedziczenia chorób (między innymi w oparciu o badania bliźniąt, badania adopcyjne czy badania rodzin, w których występuje dany zespół chorobowy) oraz odkrycie metod leczenia schizofrenii, depresji czy nerwic, przekształciło psychiatrię w specjalizację medyczną blisko związaną z neuronauką.

## Psychologia
Molekularne i neurofizjologiczne właściwości neuronów są wspólne u wielu gatunków zwierząt, to różnice są widoczne w zakresie zdolności poznawczych (ang. cognitive abilities). Na początku XIX wieku rozpowszechnił się pogląd, że źródłem zdolności poznawczych może być mózg. Pod koniec XIX wieku psychologia rozwinęła się jako nauka eksperymentalna. Ogromny wpływ na rozwój metodologii naukowej miał Wilhem Wundt, który założył pierwsze laboratorium psychologiczne, w którym badał zależności między bodźcem fizycznym i subiektywnym uczuciem. Rezultaty jego badań zainspirowały kolejnych badaczy, co doprowadziło do rozwoju behawioryzmu – kierunku w psychologii akademickiej badającego zachowanie, rozumiane jako zespół reakcji ruchowych i zmian fizjologicznych, którymi organizm odpowiada na sytuację. Behawioryzm rozwijał się przede wszystkim pod kierunkiem Johna Watsona i B.F. Skinnera tworząc podstawy dzisiejszej wiedzy na temat zachowania i uczenia się. W kolejnych latach behawioryzm zastąpiło w psychologii bardziej poznawcze podejście, które jeszcze bardziej zbliżyło psychologię do neuronauk – koncentrowało się na percepcji i zależności między percepcją, a reakcją. 
Kolejnym zagadnieniem z pogranicza psychologii i neuronauk jest pamięć. Punktem zwrotnym było opisanie przez Brendę Milner w 1957 roku pacjenta H.M., który w wyniku operacji mającej usunąć jego epilepsję utracił całkowicie zdolność tworzenia nowych wspomnień. 

## Neuroplastyczność – od biologii molekularnej do badań umysłu
Współcześnie współpraca między dziedzinami wchodzącymi w skład neuronauk jest wyjątkowo ścisła – w przypadku badań naukowych nad plastycznością synaptyczną i magazynem pamięci nad wspólnymi zagadnieniami pracują biolodzy molekularni, kognitywiści i psychologowie. Dobrym przykładem mogą być badania bezkręgowców (np. ślimaka Aplysia) rozpoczęte w 1970., dzięki którym wiemy, że proste formy uczenia się – habituacja, sensytyzacja czy warunkowanie klasyczne powodują strukturalne i funkcjonalne zmiany w synapsach neuronów, które pośredniczyły w zmodyfikowanym zachowaniu. Te zmiany mogą utrzymywać się  dniami lub tygodniami analogicznie do zachodzących procesów pamięciowych. W 1949 roku Donald Hebb zaproponował koncepcję, na której opierają się współczesne teorie. Wynika z niej, że do zmiany siły połączenia pomiędzy neuronami konieczne jest skuteczne i powtarzalne pobudzenie neuronu postsynaptycznego przez presynaptyczny. 